# Aerobryopsis capensis
Aerobryopsis capensis är en bladmossart som beskrevs av Fleischer 1905. Aerobryopsis capensis ingår i släktet Aerobryopsis och familjen Meteoriaceae. Inga underarter finns listade i Catalogue of Life.